# 218
218 (CCXVIII) var ett normalår som började en torsdag i den julianska kalendern.

## Händelser

### Maj
- 16 maj – Heliogabalus utses till romersk kejsare. Hans styre kännetecknas av sedeslöshet och terror.

### Juni
- 8 juni – Heligabalus besegrar Macrinus i ett slag, varvid Macrinus flyr, men avrättas några dagar senare.

### Okänt datum
- Sedan Zephyrinus har avlidit året innan väljs Calixtus I till påve (detta eller föregående år). Hippolytus ifrågasätter dock valet och blir så småningom motpåve.

## Födda
- Gallienus, romersk kejsare 253–268

## Avlidna
- 8 juni
  - Macrinus, romersk kejsare sedan 217 (avrättad)
  - Diadumenianus, son och medkejsare till Macrinus (avrättad)
- Yue Jin, Cao Caos befälhavare